# Gagarin (Adelsgeschlecht)

Wappen der Fürsten Gagarin

Gagarin (kyrillisch Гага́рины) ist der Name eines rurikidischen Fürstengeschlechtes, das dem Hochadel angehört.

## Ursprung
Ein Nachfahre Wladimirs des Großen aus dem Geschlecht der Rurikiden, Jaroslaw II. Wsewolodowitsch, belehnte seinen Bruder Iwan Wsewolodowitsch mit der Stadt und dem Fürstentum Starodub. Dessen Ururenkel Iwan Fedorowitsch hatte einen Sohn Michael, dieser wiederum drei Söhne: Wassili, Juri und Iwan Gagara. Die Nachfahren des Letzteren, die Fürsten Gagarin, dienten den russischen Herrschern als Bojaren. Fürst Roman Gagarin, ein Höfling, nahm 1609 an einer Verschwörung gegen Zar Wasili IV. teil und schlug sich auf die Seite des Falschen Dimitri, stellte sich aber später freiwillig Wasili IV., der ihn begnadigen ließ. 
Fürst Matwei Petrowitsch Gagarin wurde 1708 erster Gouverneur von Sibirien. Zar Peter I. machte ihm den Prozess und ließ ihn 1721 hinrichten. Auch dessen Sohn Fürst Bogdan Matwejewitsch Gagarin fiel durch verdächtige Äußerung beim Zaren in Ungnade, ihm wurde 1718 sein Vermögen entzogen. Der bedeutendste Militär der Gagarins war Fürst Alexander Iwanowitsch Gagarin, der 1850 das Amt des Militärgouverneurs von Kutaissi bekleidete. Im Türkenkrieg befehligte er 1853 das Heer der Milizen an der türkischen Grenze. 1855 erhielt er das Kommando der achtzehnten Infanterie-Division.
Fürst Pawel Gawrilowitsch Gagarin wurde Generalprokurator des Moskauer Senats, Geheimrat und Mitglied des dritten Departments des Reichsrates. Fürst Pawel Pawlowitsch Gagarin war Staatssekretär und seit 1864 im Präsidium des Reichsrates. Fürst Sergej Iwanowitsch Gagarin fungierte unter Zar Nikolaus I. als Obersthofmeister, Präsident des landwirtschaftlichen Vereins und Mitglied des Reichsrates. Fürst Leo Gagarin erhielt als Besitzer des Gutes Oberpahlen am 31. Dezember 1857 die Eintragung in die livländische Adelsmatrikel. Nach der Oktoberrevolution wurde die Familie enteignet und ging ins Exil in den Westen.

## Namensträger
- Matwei Petrowitsch Gagarin († 1721), russischer Fürst, Gouverneur Sibiriens
- Nikolai Sergejewitsch Gagarin (1784–1842), russischer Fürst, ab 1833 Vizepräsident des Ministerrates
- Pawel Pawlowitsch Gagarin (1789–1872), russischer Fürst, Vorsitzender des Ministerkomitees und Vizepräsident des Reichsrates
- Alexander Iwanowitsch Gagarin (1801–1857), russischer Militär und Generalgouverneur des Kaukasus
- Grigori Grigorjewitsch Gagarin (1810–1893), russischer Fürst, Diplomat, Maler, Vizepräsident der kaiserlichen Kunstakademie
- Andrei Petrowitsch Gagarin (1934–2011), russischer Physiker

## Abkömmlinge
- Anna Alexejewna Matjuschkina (1722–1804), russische Adlige und Obersthofmeisterin
- Macha Méril (* 1940), französische Schauspielerin